# Ville de Saint-Marin
 (février 2017).
Si vous disposez d'ouvrages ou d'articles de référence ou si vous connaissez des sites web de qualité traitant du thème abordé ici, merci de compléter l'article en donnant les références utiles à sa vérifiabilité et en les liant à la section « Notes et références ».
La Ville de Saint-Marin est un des neuf castelli de Saint-Marin et la capitale de la république de Saint-Marin. Elle est bâtie sur le versant sud-ouest du mont Titano. Elle comptait 4 040 habitants au 30 novembre 2018.
Saint-Marin, outre un panorama unique, compte plusieurs monuments célèbres, notamment l'hôtel de ville (Palazzo pubblico), la basilique, de nombreux musées et les trois châteaux (ou tours) qui assuraient autrefois la défense de la cité fortifiée (voir Histoire de Saint-Marin) : Guaita (datant du XIe siècle), Cesta (datant du XIIIe siècle) et Montale (datant du XIVe siècle), fortifications que l'on retrouve stylisées sur les armoiries de la république.
La ville, visitée par plus de trois millions de personnes par an, s’est progressivement affirmée comme un grand centre touristique. Elle compte plus d’un millier[réf. nécessaire] de boutiques.

## Galerie photographique

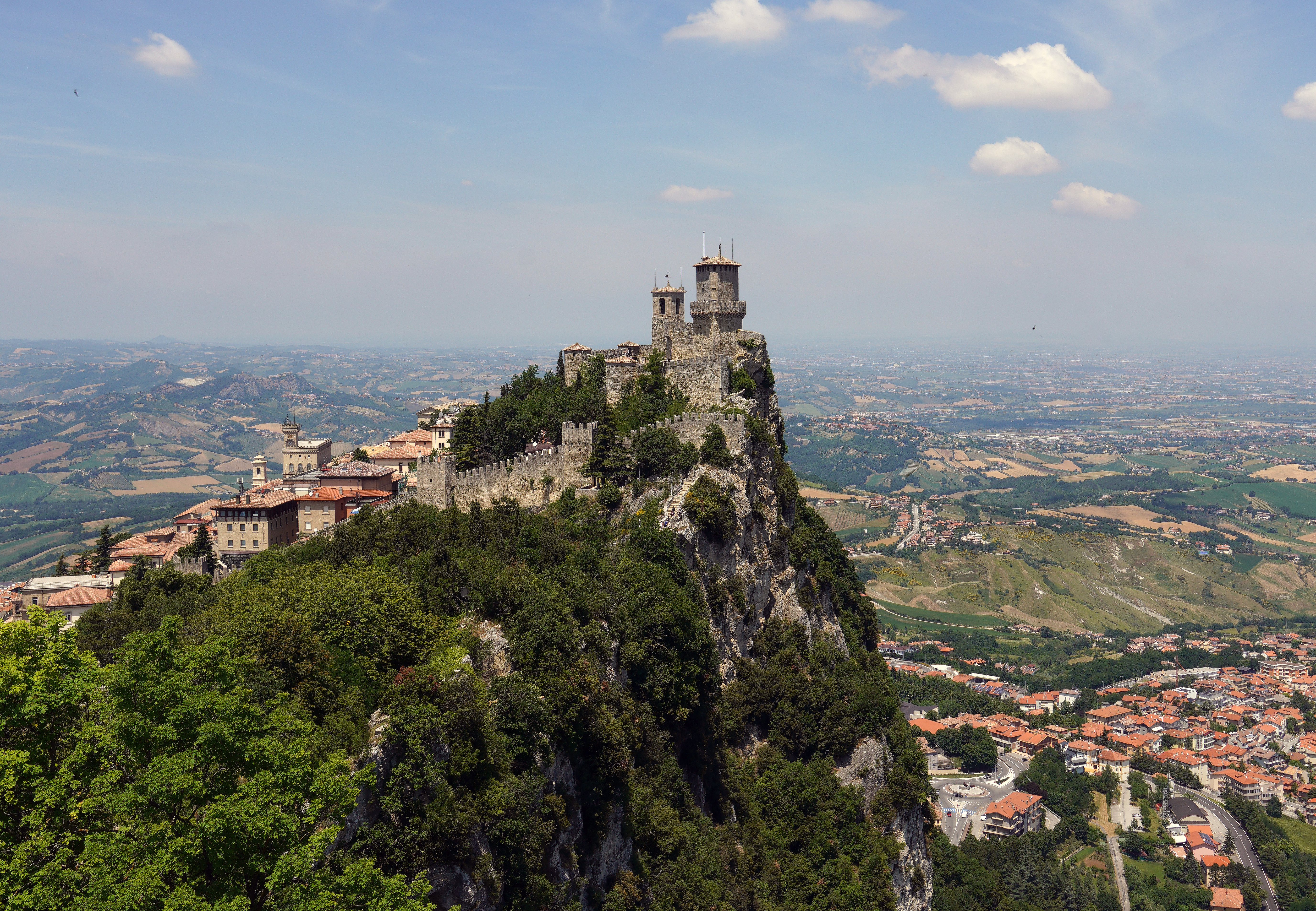
Forteresse de Guaita.
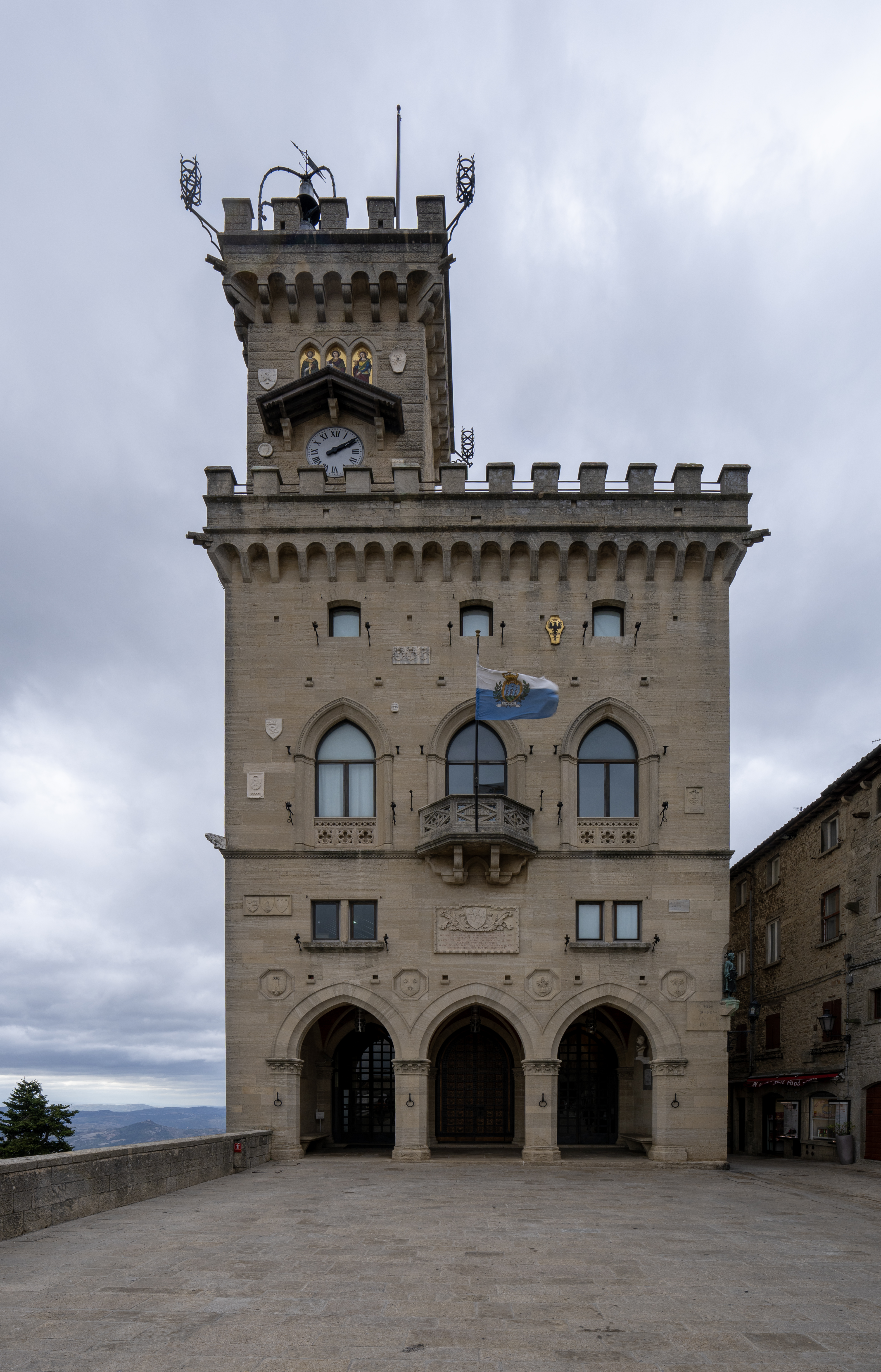
Hôtel de ville et la place de la Liberté.
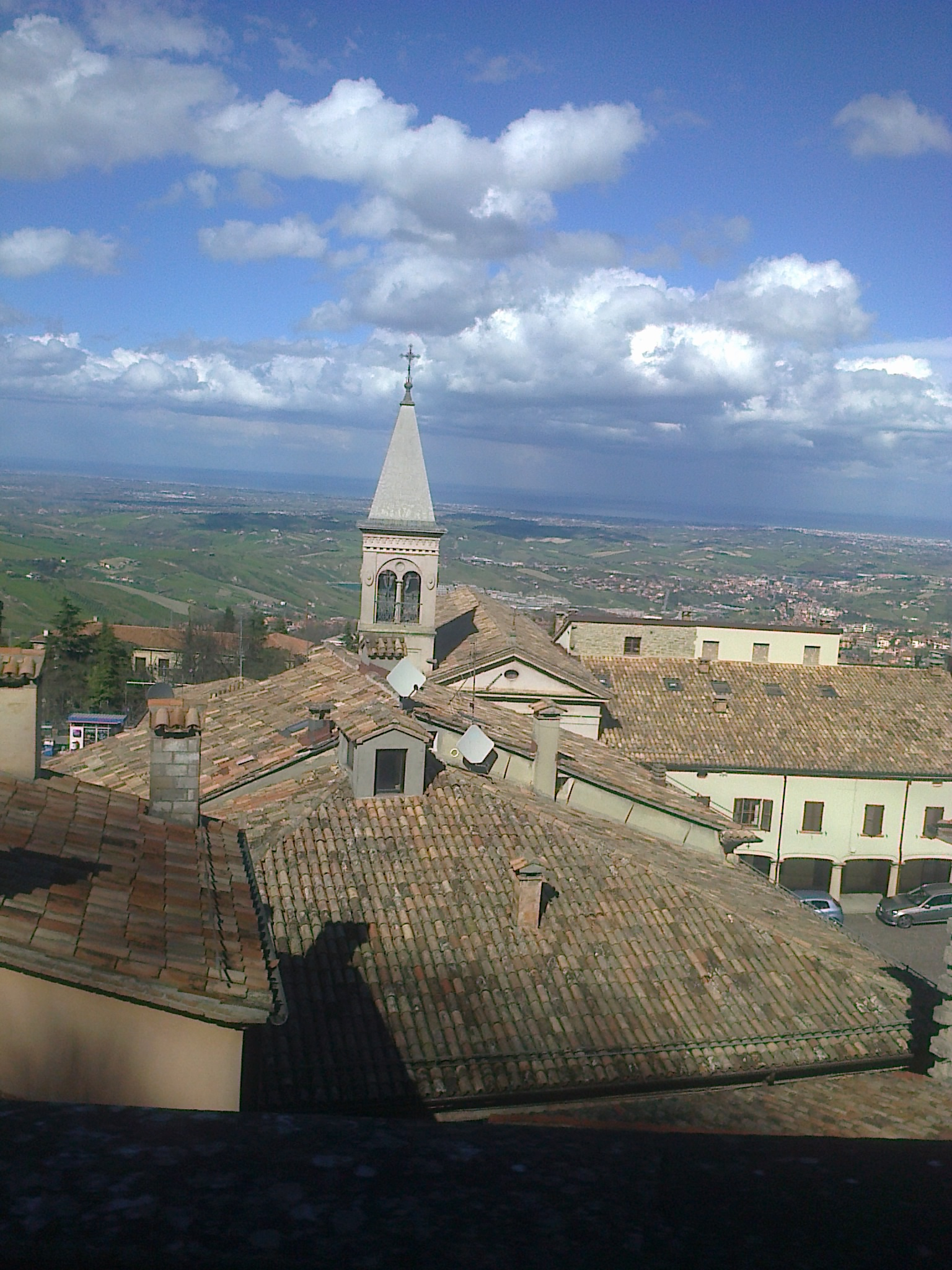
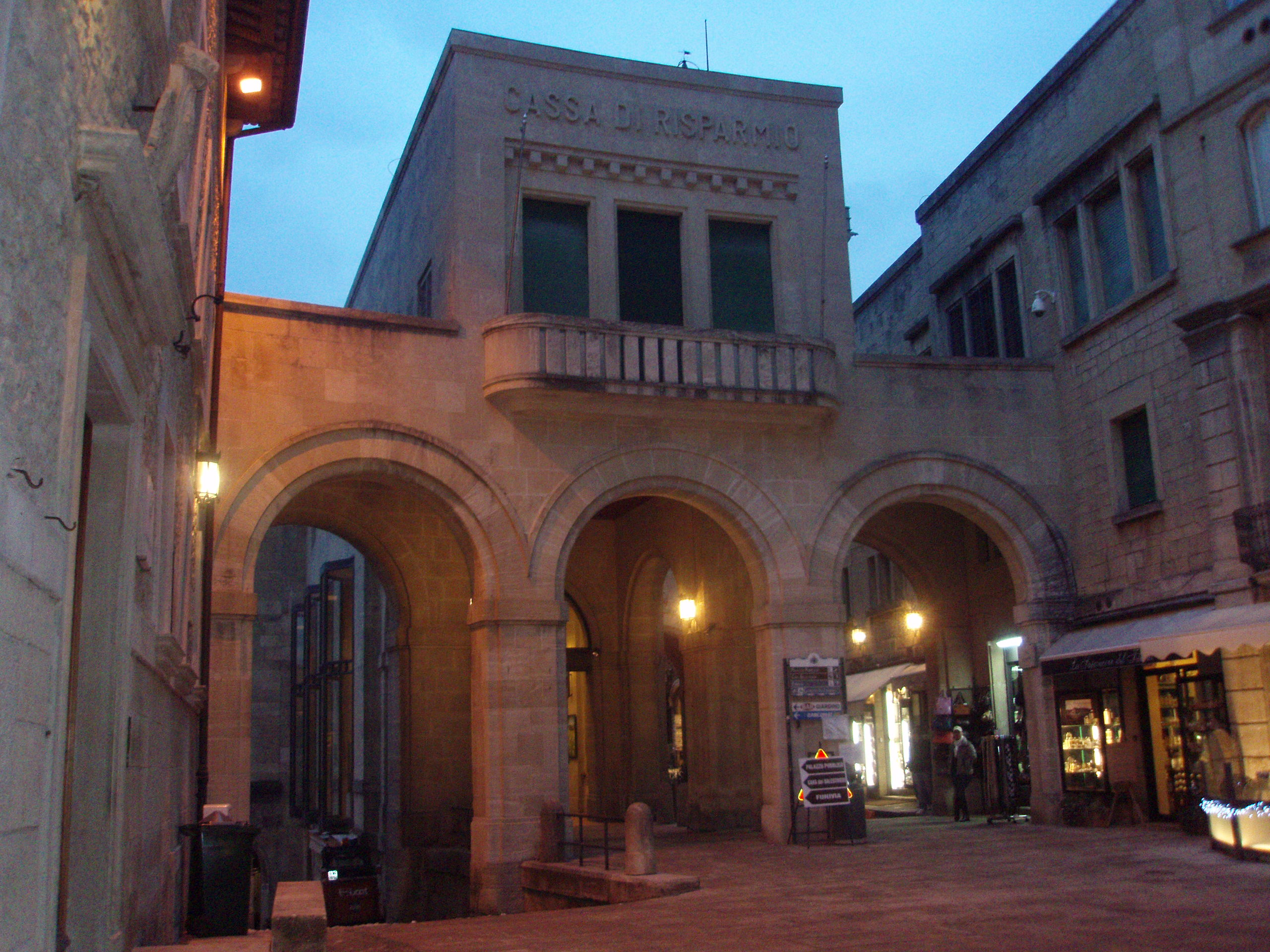
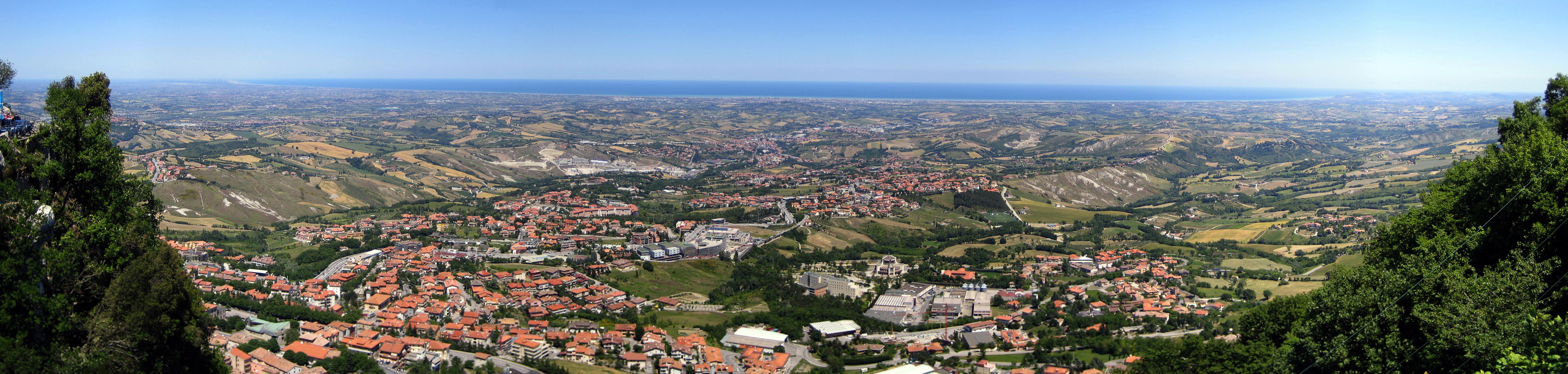

## Personnalités liées
- Maria Teresa Beccari (1950-2020), femme politique, maire de la ville de Saint-Marin du 13 décembre 2009 au 31 octobre 2018.
- Pio Chiaruzzi, poète et homme politique, y est né en 1949.
- Massimo Bonini, légende du football saint-marinais né en 1959, pro de 1977 à 1992, ayant notamment joué à la Juventus Football Club.